# Sant'Antonio Abate
Sant'Antonio Abate là một đô thị ở tỉnh Napoli ở vùng Campania, cách khoảng 30 km về phía đông nam của Napoli. Tại thời điểm ngày 31 tháng 12 năm 2004, đô thị này có dân số 18.806 người và diện tích là 7,9 km².
Sant'Antonio Abate giáp các đô thị: Angri, Gragnano, Lettere, Pompei, Santa Maria la Carità, Scafati.